# Diana López
Pour les articles homonymes, voir López.
Diana López, née le 7 janvier 1984 à Houston, est une taekwondoïste américaine.
Elle est championne du monde 2005 en moins de 59 kg et médaillée de bronze mondiale en 2007. Diana López remporte ensuite la médaille de bronze aux Jeux olympiques d'été de 2008 à Pékin dans la catégorie des moins de 57 kg. Aux Jeux olympiques d'été de 2012 à Londres, elle est éliminée en repêchages pour la médaille de bronze.
Elle est la sœur de deux taekwondoïstes, Mark et Steven López.